# Sinfra
Sinfra est une ville et un chef-lieu de département de Côte d'Ivoire, dans la région de Marahoué.

## Administration
Une loi de 1978 a institué 27 communes de plein exercice sur le territoire du pays.
| Date d'élection                         | Identité                                           | Parti       |
| --------------------------------------- | -------------------------------------------------- | ----------- |
| 1980                                    | François Niamien Goourey                           | PDCI-RDA    |
| 1985                                    | François Niamien Goourey                           | PDCI-RDA    |
| 1990                                    | Adama Diop                                         | PDCI-RDA    |
| 1995                                    | Guessan Bi Kouassi (puis Boti Bi Zoua par intérim) | PDCI-RDA    |
| 25 mars 2001                            | Houga Bi Gohorey Jacques                           | RDR         |
| 21 avril 2013                           | Bamba Drissa                                       | RDR         |
| 13 octobre 2018                         | Adama Diop (décédé le 27 décembre 2019)            | indépendant |
| 9 avril 2020 (séance de renouvellement) | Gooré Bi Vouebou Clément                           |             |
| 2023                                    | Meité Soualio                                      | indépendant |

## Société

### Démographie
| Rec. 1975 | Rec. 1988 | Est. 2010 | 2021    |
| --------- | --------- | --------- | ------- |
| 17 569    | 33 971    | 66 943    | 137 210 |

## Religion
La ville dispose d'une paroisse catholique, la paroisse Saint-Michel, au sein du diocèse de Daloa.
La ville dispose dune grande Mosquée construite depuis les années 1970.

## Sports
La ville comporte un club de football, l'Athletic Club de Sinfra, qui évolue en Championnat de Côte d'Ivoire de football de 3e division après une saison passée en MTN Ligue 2.

## Personnalités notables
- Jems Robert Koko Bi, sculpteur
- Docteur VAMI BI GOLI LUCIEN ZAN, Enseignant-Chercheur en sciences de gestion, spécialité Finance, Université Polytechnique de San Pedro.

## Villes voisines
- Yamoussoukro vers l'est.
- Daloa et Issia vers l'ouest.
- Bouaflé au nord.
- Gagnoa au sud.